# Орловка (Благовещенский район)
Орловка (баш. Орловка) — село в Благовещенском районе Республики Башкортостан Российской Федерации. Центр Орловского сельсовета.

## История
Орловский починок (Кондраиха)
Данное селение было образовано при речке Огрязь во второй половине 1860-х годов. Переселенцы из Вятской и Пермской губерний купили в рассрочку участок земли у Александра Николаевича Веньери по цене 10 рублей за десятину. Название населенного пункта происходит либо от фамилии одного из первопоселенцев, либо от Орловского уезда. В 1870 году в починке проживали 229 человек. В 1880-е годы крестьяне при содействии поземельного банка купили еще немного земли, а также выплатили 2,5 тысячи рублей, заняв их у землевладельца Бонье. Было образовано одноименное сельское общество. Починок входил  приход села Богородского (Сергеевки).
Среди крестьян было много Журавлевых, Охлопковых, Бажиных, Одинцовых, Колбиных, Скобелкиных. Также в Орловке проживали Шишкины, Стариковы, Зубаревы, Золотаревы, Шалагины, Новиковы, Лазаревы, Тюлькины и другие. В 1895 году насчитывалось 670 дворов и 390 человек, в 1905-73 и 395, были отмечены хлебозапасный магазин, водяная мельница, две бакалейные лавки, а также земская одноклассная школа (открылась в 1898 году). В 1909 году в школе работал один учитель и обучалось 43 ученика. 
К 1917году в Орловской школе работали уже трое учителей - М.А. Троицкий, И.В. Федорова и Новикова.
Переписью 1917 года было зафиксировано 74 домохозяйства и 495 человек, включая три семьи посторонних и четыре семьи беженцев. Все русские.
С советских времен Орловка является административным центром одноименного сельсовета. С 1926 года в Орловке функционировала партячейка. Во время коллективизации в селе был организован колхоз имени Сталина, переименованный при Хрущеве в колхоз "Заря". 

## География

### Географическое положение
Расстояние до:
- районного центра (Благовещенск): 24 км,
- ближайшей ж/д станции (Загородная): 49 км.

## Население
| 2002 | 2009 | 2010 |
| ---- | ---- | ---- |
| 141  | ↘121 | ↘102 |

Согласно переписи 2002 года, преобладающая национальность — русские (61 %).
Динамика населения: в 1939 году в Орловке насчитывалось 314 человек, 1959- 189, 1989- 147, 2010- 102.